# 长圆楼梯草
长圆楼梯草（学名：Elatostema oblongifolium）是荨麻科楼梯草属的植物。分布在印度尼西亚以及中国大陆的四川、湖北、湖南、贵州等地，生长于海拔450米至900米的地区，常生于低山山谷阴湿处，目前尚未由人工引种栽培。

## 异名
- Elatostema sessile Forst. var. hupehense Pamp.
- Elatostema sessile auct. non Forst.